# 夫妻肺片
夫妻肺片（フーチーフェイピエン、中国語 Fuqi Feipian）は、伝統的な四川料理。牛の内臓肉を香辛料で和えた料理である。
1930年代に四川省の成都市で屋台の行商をしていた郭朝華と張田正夫妻が考案したとされる。牛の肺、胃、心臓、といったさまざまな内臓肉を香料入りの煮汁で煮て、冷ました肉を薄切りにして盛り合わせ、ラー油、花椒、唐辛子などから作ったタレをかけた料理。牛肉を加えることも多い。